# 1 024 (nombre)
Pour l’article homonyme, voir 1024.
Le nombre 1 024 (mille vingt-quatre) est l'entier naturel suivant 1 023 et précédant 1 025.

## Décomposition en facteurs premiers
1024 est une puissance de 2, qui est donc son seul facteur premier :

## Propriétés
C'est la dixième puissance entière de 2 : 1 024 = 210 (cf. supra).
C'est le carré de 32 : 1 024 = 322.
C'est le plus petit nombre possédant exactement 11 diviseurs (en incluant le diviseur 1)

## Approximations par 10n
On peut remarquer que 1024 = 210 est proche de 1000 = 103, à 2,4% près.
Cette coïncidence permet plus généralement d'estimer les puissances successives de 2 à partir des puissances successives de 10.
Cela permet de mieux apprécier l'ordre de grandeur de chaque puissance de deux, voire de trouver une approximation en notation décimale, pour des exposants pas trop élevés.
La formule 210a + b ≈ 2b103a donne une bonne précision pour les exposants de la forme « 10a + b » (puissance de 2) inférieurs à 50 environ, c'est-à-dire pour les exposants « 3a » (puissance de 10) inférieurs à 15 environ.
Pour les exposants « 10a + b » (puissance de 2) inférieurs à 300 environ, c'est-à-dire pour les exposants « 3a » (puissance de 10) inférieurs à 90 environ, « 3a » est toujours une estimation satisfaisante pour l'ordre de grandeur, c'est-à-dire pour le nombre de zéros à inscrire après le « 1 ».
Pour a = 5 et b = 3 par exemple, l'approximation donne : 253 ≈ 8×1015 . 
Or, si 1015 reste un bon ordre de grandeur, la valeur réelle de 253 est plus proche de 9×1015.
Pour les exposants « 10a + b » (puissance de 2) supérieurs à 300 environ, c'est-à-dire pour les exposants « 3a » (puissance de 10) supérieurs à 90 environ, l'approximation devient de moins en moins précise ; l'ordre de grandeur se décale progressivement pour atteindre un écart d'une magnitude (un zéro) vers  « 3a » (puissance de 10) = 300 environ.
Ainsi, pour a = 100 et b = 0 par exemple, l'écart relatif entre 21000 et 10300 est environ :
{\displaystyle {\begin{aligned}{\frac {2^{1000}}{10^{300}}}&=\exp \left(\ln \left({\frac {2^{1000}}{10^{300}}}\right)\right)\\[3pt]&=\exp \left(\ln(2^{1000})-\ln(10^{300})\right)\\[3pt]&\approx \exp \left(693{,}147-690{,}776\right)\\&\approx \exp \left(2{,}372\right)\\&\approx 10{,}72\end{aligned}}}